# Anthony Moore
Anthony Moore (også kendt som Anthony More) (født 1948) er en britisk eksperimentel musik komponist, performer og producer.